# رئیس‌جمهور بلغارستان
رئیس‌جمهور بلغارستان، رئیس کشور بلغارستان است. طبق قانون اساسی بلغارستان، ریاست جمهوری یک مقام عالی است که نماینده‌ای از ملت بلغارستان است و برخی از وظایف اجرایی و نمایندگی را بر عهده دارد.
ریاست جمهوری بلغارستان توسط مردم بلغارستان انتخاب می‌شود و دارای وظایفی از قبیل امضای قوانین، تعیین و تعیین وزرای دولت، امضای معاهدات بین‌المللی، اعلام وضعیت جنگ و صلح، تعیین تاریخ انتخابات و … می‌باشد.
‎